# Kostel svaté Máří Magdaleny (Rusovce)
Kostel svaté Máří Magdalény je římskokatolický farní kostel v městské části Bratislavy Rusovcích v okrese Bratislava V.
Kostel byl postaven ve stylu raného baroka v roce 1662. V roce 1758 vyhořel.
Kostel tvoří jednolodní stavba s věží a presbytářem s polygonálním závěrem. Loď je zastřešena sedlovou střechou, věž má jednoduchou pyramidální střechu. Nad vstupním portálem se nachází tympanon s erby Zichyů a socha patronky kostela. Erb Štěpána Zichyho a jeho manželky Magdalény Amade souvisí s donátorstvím Zichyů jakož i se skutečností, že až do začátku 20. století jim kostel sloužil jako rodinná hrobka. Erb Štěpána a Magdalény se nachází i na hlavním oltáři.
Kostel je zajímavý i svým interiérem. Hlavní oltář pochází z druhé poloviny 17. století a představuje sloupový typ oltáře s ústředním obrazem Ukřižovaného a klečící Máří Magdalénou. Dva boční renesančně barokní oltáře zasvěcené sv. Karlovi Boromejskému a Zvěstování Panny Marie pocházejí stejně ze dne 17. století. Ze stejného období pocházejí i renesančně barokní kazatelna a křtitelnice.
Varhany z roku 1857 jsou vyzdobeny erby Felixe Zichy-Ferrarisia a jeho manželky Emílie von Reichenbach-Lessonitz, kteří vlastnili zámeček od roku 1851.
Okna presbytáře s vitrážemi jsou darem rusovských donátorů. Jsou na nich zachyceny postavy světců - sv. Tomáše apoštola, sv. Alžběty Uherské a sv. Štěpána.
Před hlavním vchodem do kostela stojí morový sloup z roku 1719 na památku morové epidemie z roku 1713 zasvěcený sv. Antonínovi.

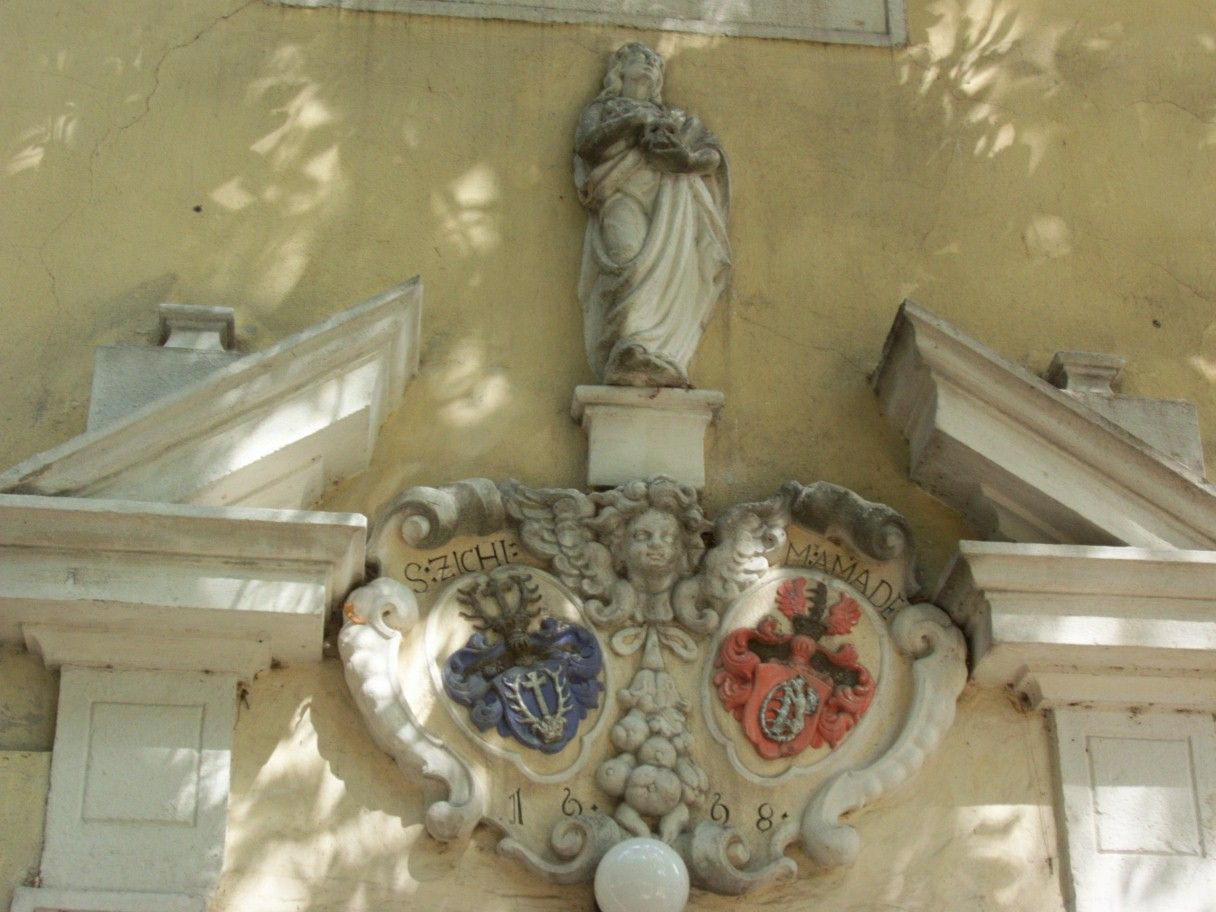
Soška sv. Máří Magdalény s erbem Zichyů nad vchodem kostela